# Somerset (Ohio)
Somerset è un villaggio della contea di Perry, nello stato americano dell'Ohio.